# Saadha
Saadha  è una città dell'Oman distante circa 40 chilometri da Salalah. È una città residenziale di 5 944 abitanti (2017). È collegata alle vicine città di Taqah, Mirbat, e Thumrait da strade percorribili con autoveicoli.